# Litauische Badmintonmeisterschaft 2012
Die Litauische Badmintonmeisterschaft 2012 fand vom 4. bis zum 5. Februar 2012 in Kaunas statt. Es war die 50. Austragung der nationalen Titelkämpfe von Litauen im Badminton.

## Medaillengewinner
| Disziplin    | Gold                                     | Silber                           | Bronze                            |
| ------------ | ---------------------------------------- | -------------------------------- | --------------------------------- |
| Herreneinzel | Povilas Bartušis                         | Edgaras Slušnys                  | Alan Plavin                       |
| Dameneinzel  | Akvilė Stapušaitytė                      | Ieva Linkutė                     | Gerda Voitechovskaja              |
| Herrendoppel | Alan Plavin Povilas Bartušis             | Donatas Narvilas Edgaras Slušnys | Sergej Leonovič Saulius Šaltmeris |
| Damendoppel  | Gerda Voitechovskaja Akvilė Stapušaitytė | Indrė Starevičiūtė Rasa Šulnienė | Agnė Kupliauskaitė Ieva Linkutė   |
| Mixed        | Ramūnas Stapušaitis Akvilė Stapušaitytė  | Tomas Dovydaitis Ieva Linkutė    | Lukas Litvinas Rasa Šulnienė      |